# Ramon Nouvillas i Ràfols
Ramon Nouvillas i Ràfols   (Castelló d'Empúries, 18 de desembre de 1812 - 30 de maig de 1880) va ser un militar i polític català.

## Biografia
Ingressà en la carrera militar i es distingí en la Segona Guerra Carlina, en la que derrotà definitivament Ramon Cabrera el 1849. Aviat destacà també per les seves idees liberals i republicanes, raó per la qual fou desterrat sovint i tots els ascensos els va obtenir per mèrits de guerra. Participà en la revolució de 1868 i quan aquesta s'imposà fou nomenat capità general de Catalunya. Fou elegit diputat republicà pel districte de la Seu d'Urgell a les eleccions generals espanyoles d'agost de 1872 i 1873. Durant la Primera República Espanyola fou breument Ministre de Guerra (maig-juny de 1873), càrrec que va simultanejar amb la prefectura de l'Exèrcit del Nord.
Després del cop d'estat del general Pavía fou destituït i bandejat a les Illes Canàries fins al 1879. Va morir un any després a Madrid.